# Zaire (Schiff, 1884)
Die Zaire war ein Kanonenboot der portugiesischen Marine, das 1884 in Dienst gestellt wurde. Es war nach dem Kongofluss benannt, der auch Zaire genannt wird.

## Schiffsdaten

Die Kanonenboote Zaire und Liberal

Die Zaire war neben ihrem Schwesterschiff Liberal eines der beiden Boote der Zaire-Klasse. Beide Kanonenboote wurden in England gebaut. Sie hatten eine Verdrängung von  558 t, waren 42,56 m lang, 7,75 breit und 3,43 m Tiefgang. Die Dampfmaschine hatte eine Leistung von 500 PS.

## Geschichte

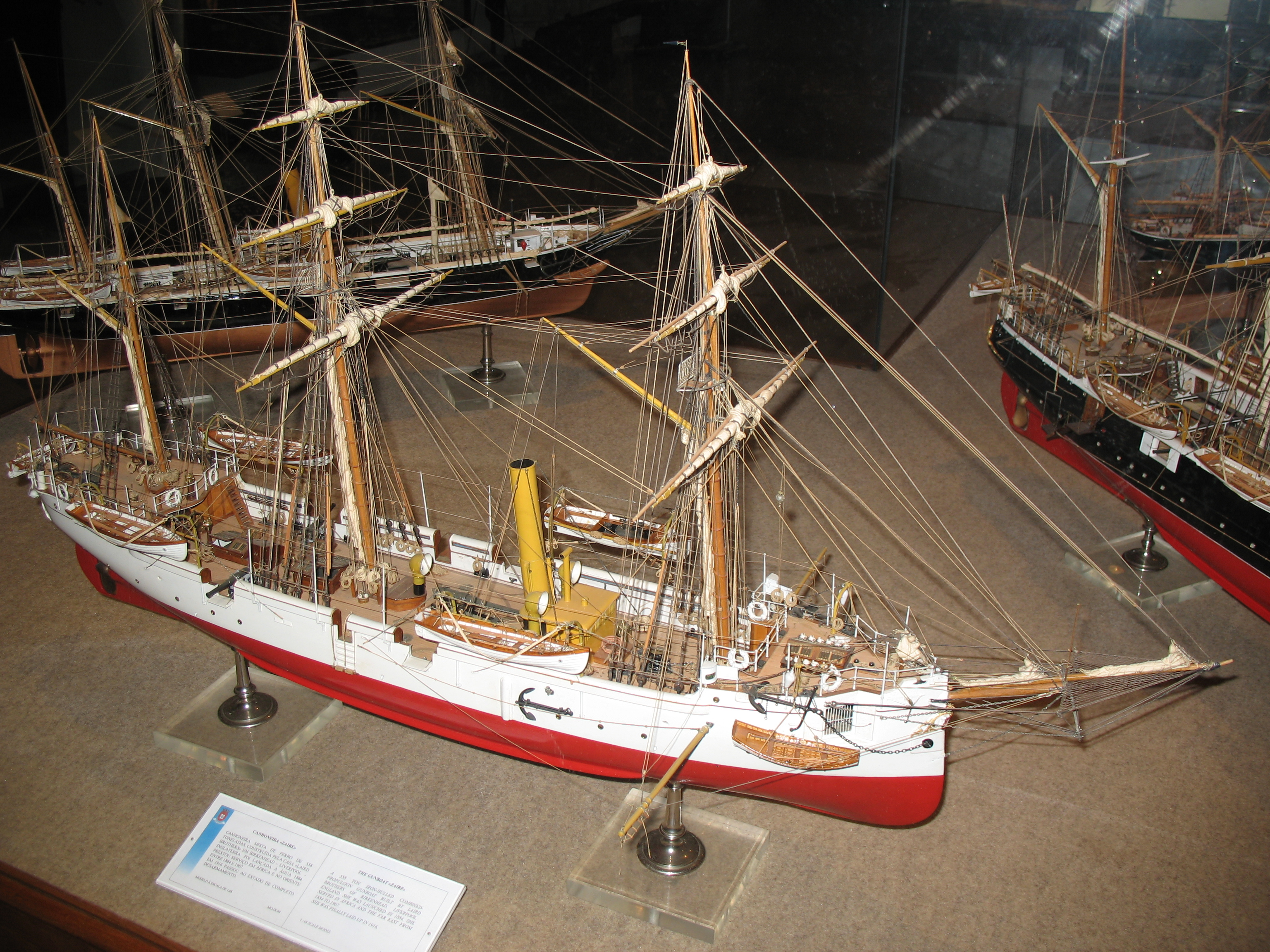
Modell der Zaire im Museu de Marinha in Lissabon

Das Schiff wurde vor allem in den Kolonien Angola, Mosambik, Portugiesisch-Indien, Portugiesisch-Guinea und Macau eingesetzt.
Gago Coutinho diente 1891 kurzzeitig als Leutnant auf der Zaire. Von 1887 bis 1889 diente João do Canto e Castro, der von 1918 bis 1919 Staatspräsident der ersten portugiesischen Republik war, auf der Zaire, die er im April 1889 als Interimskommandant befehligte.
Im Juli 1912 brachte die Zaire eine Kompanie Soldaten von Mosambik nach Portugiesisch-Timor, die dort gegen die Rebellion von Manufahi eingesetzt wurde.
Am 5. Februar 1915 erreichte die Zaire Angola, wohin sie ein Expeditionskorps brachte.
Am 29. Juli 1916 evakuierte die Zaire 545 erkrankte Soldaten aus Quionga in Ostafrika.
1916 wurde die Zaire abgewrackt.

## Weitere Schiffe dieses Namens
Zur Beira-Klasse gehörte die von 1925 bis 1958 im Dienst stehende Zaire (ehemals Goa).
Am 22. Dezember 1971 stellte die portugiesische Marine ein Patrouillenboot der Cacine-Klasse in Dienst, das den Namen Zaire (P 1146) erhielt. Das Boot ist noch heute (Stand 2014) im aktiven Dienst.